# 朱寿友
朱寿友（1945年9月5日—），字谷泠、老谷，号懋覬齋主、臨江逸者，男，汉族，江苏淮安人，中国书法家，曾任中国书法家协会理事。